# Matthew Porterfield

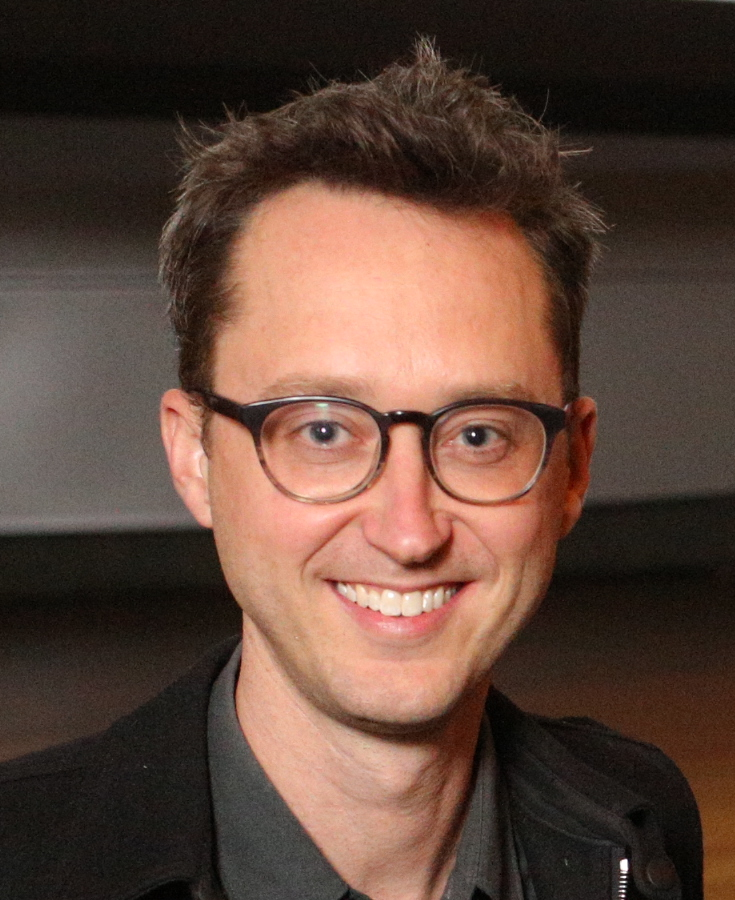
Matthew Porterfield

Matthew „Matt“ Porterfield (* 7. Oktober 1977 in Baltimore, Maryland) ist ein US-amerikanischer Regisseur, Drehbuchautor und Schauspieler. 

## Leben und Werk
Porterfield studierte zunächst Filmwissenschaften an der Tisch School of the Arts der New York University, beendete das Studium jedoch vorzeitig. Danach arbeitete er einige Jahre als Lehrer in einem Kindergarten, bevor er nach Baltimore zurückkehrte. 2006 erschien sein in 16-mm gedrehter Debütfilm Hamilton, bei dem Porterfield für Drehbuch, Regie und Schnitt verantwortlich zeichnete. Sein zweiter Film Putty Hill erschien 2010. Sein 2013 veröffentlichter Film I Used to Be Darker wurde im Forum der 63. Internationalen Filmfestspiele Berlin gezeigt. Bei allen drei Filmen übernahm Jeremy Saulnier, der später selbst ins Regiefach wechselte, die Kamera.
Porterfield unterrichtet in den Fächern Drehbuchschreiben und Filmproduktion im Film and Media Studies Program der Johns Hopkins University.

## Filmografie
- 2006: Hamilton
- 2010: Putty Hill
- 2013: I Used to Be Darker
- 2015: Take What You Can Carry (Kurzfilm)
- 2017: Sollers Point